# Metabissulfito de sódio

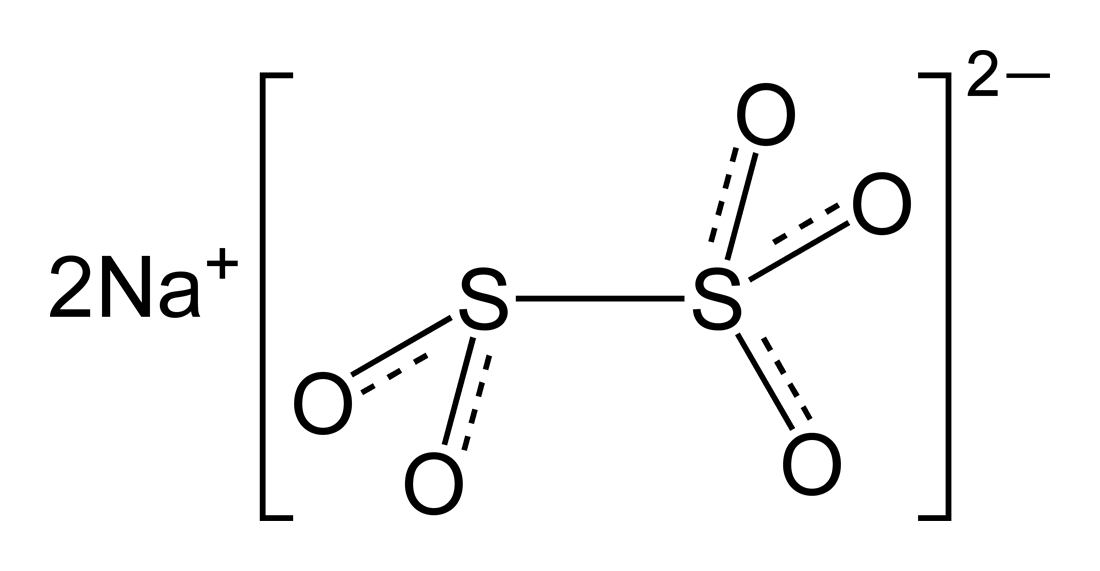
Fórmula estrutural do metabissulfito de sódio

Metabissulfito de sódio ou pirossulfito de sódio (IUPAC sodium metabisulphite ou sodium pyrosulphite) é um composto inorgânico de fórmula química Na2S2O5. O nome algumas vezes é apresentado como dissódico. É usado como um esterilizante e antioxidante/conservante.
Algumas vezes é confundido com o bissulfito de sódio (hidrogenossulfito de sódio, NaHSO3) por causa de uma antiga nomenclatura.

## Propriedades químicas
Quando misturado com água, o metabissulfito de sódio libera dióxido de enxofre (SO2), um gás de odor pungente, desagradável que também pode causar dificuldades respiratórias em algumas pessoas. Por esta razão, o metabissulfito de sódio caiu de uso comum em épocas recentes, com os agentes tais como o peróxido de hidrogênio tornando-se mais populares para a esterilização eficaz e inodora de equipamentos. O dióxido de enxofre liberado entretanto faz da sua solução em água um forte agente redutor.
{\displaystyle \mathrm {Na_{2}S_{2}O_{5}\ +\ H_{2}O\ \rightleftharpoons \ 2\ NaHSO_{3}} }
Sob aquecimento o sal também libera dióxido de enxofre e deixa como resíduo sulfito de sódio:
{\displaystyle \mathrm {Na_{2}S_{2}O_{5}\ {\xrightarrow {\triangle }}\ Na_{2}SO_{3}\ +\ SO_{2}} }

## Produção
A produção se dá por dimerização térmica (condensação) de sulfito de sódio com geração de água a ser removida (1), ou durante a conversão de dióxido de enxofre em sulfito de sódio em solução aquosa de hidróxido de sódio (2):
(1) {\displaystyle \mathrm {2\ NaHSO_{3}\rightarrow \ H_{2}O\ +\ Na_{2}S_{2}O_{5}} }
(2) {\displaystyle \mathrm {Na_{2}SO_{3}\ +\ SO_{2}\ \rightarrow \ Na_{2}S_{2}O_{5}} }

## Usos

### Aditivo alimentar
É usado como um aditivo alimentar, principalmente como conservante e é algumas vezes identificado como E223. Como um aditivo, pode causar reações alérgicas, particularmente irritação de pele e.g. eczema; irritação gástrica e asma. Não é recomendado para o consumo por crianças. Está presente em muitos concentrados de frutas diluíveis e em barras de doces tais como Mounds (www.foodfacts.com).

### Esterilização / Agente de limpeza
É normalmente usado em preparações em produção doméstica de bebidas fermentadas para sanitizar equipamentos. É usado como um agente de limpeza para água potável obtida por membranas de osmose reversa em sistemas de dessalinização. Também é usado para remover cloramina de água potável após tratamento.

### Remoção de "tocos" de árvores
Na remoção de "tocos" árvores (base do tronco mais a parte superior das raízes), é usado na forma pura (98%) para causar a degradação da lignina, criando poros para a absorção de combustível e consequentemente, ignição.

### Oxidante
É um oxidante fraco, sendo reduzido pela maioria dos compostos, mas tem um moderado conteúdo de oxigênio por peso, aproximadamente 42% (79.997 u/190.09654u), então é similar em conteúdo de oxigênio ao nitrato de potássio (KNO3), o qual tem aproximadamente 47%.

### Depressor de Zinco
No processo de flutuação de cobre (para a produção de concentrado do mesmo), pode ser usado como um agente depressor do zinco presente no minério no seu estado inicial, evitando a sua concentração no concentrado final, dado que esta é indesejável.

## Embalagem
Pode ser comprado na forma pulverizada. O metabissulfito de sódio ou de potássio serão os ingredientes fundamentais dentro dos tabletes de Campden e alguns removedores de "tocos" de árvores. Na forma sólida varia de cor branca a ligeiramente amarelada.

## Alternativos
Incluindo os ascorbatos 300-304 em algumas aplicações, o sulfato de cálcio 516 e o ácido ascórbico 300 são alternativas seguras ao metabissulfito de sódio como melhoradores de farinha.